# Plankenberg (Gemeinde Sieghartskirchen)
Plankenberg ist eine Ortschaft und eine Katastralgemeinde der Gemeinde Sieghartskirchen im Bezirk Tulln in Niederösterreich. Der Ort befindet sich am nördlichen Ufer der Großen Tulln zwischen Eichberg und Reisberg. Die Ortschaft hat 302 Einwohner (Stand 1. Jänner 2024).

## Geschichte
Urkundlich wurde 1136 der Ort genannt. Bis 1928 hieß der Ort Loipersdorf und nahm danach den Namen des in der Nähe gelegenen Schlosses an. Im ausgehenden 19. Jahrhundert entstand um Emil Jakob Schindler der Malerkreis der „Schule von Plankenberg“, die sich dem Impressionismus widmete.
Laut Adressbuch von Österreich waren im Jahr 1938 in Plankenberg ein Fleischer mit Gastwirtschaft, ein Gemischtwarenhändler, eine Milchgenossenschaft, ein Sägewerk und ein Schmied ansässig.

## Sehenswürdigkeiten
- Schloss Plankenberg

## Persönlichkeiten
- Emil Jakob Schindler (1842–1892), Maler, wohnte und arbeitete im Schloss
- Hugo Darnaut (1850–1937), Maler, unterrichtete im Schloss
- Alma Mahler-Werfel (1879–1964), Muse der Musik-, Kunst- und Literaturszene, verbrachte hier ihre Kindheit